# 不一樣的石頭
《不一樣的石頭》是日本二人組合近畿小子的第32張單曲，於2012年1月11日由傑尼斯娛樂唱片公司發行。

## 解説
- 同時推出初回版、普通版，封面各不同。
- 初回版收錄「不一樣的石頭–Backing Track」｢DVD 不一樣的石頭 music clip」(普通版未收錄)。
- 普通版收錄「輪廓 -l’e contour d’amour-」「ユキムシ」(初回版未收錄)。
- 本單曲延續了紀錄成為自出道以來新入Oricon銷量榜即奪取第一位的連續第32張單曲。

## 名稱
- 日語原名：変わったかたちの石
- 中文意思：不一樣的石頭
- 香港正東譯名：
- 台灣艾迴譯名：不一樣的石頭

## 收錄歌曲

### 初回版
1. 不一樣的石頭（変わったかたちの石）
  - 作詞：秋元康
  - 作曲：マシコタツロウ
  - 編曲：武部聰志
2. 淚光 在天空閃耀（ナミダ　空に輝く）
  - 作詞：Shusui
  - 作曲：織田哲郎
  - 編曲：家原正樹
3. 不一樣的石頭 –Backing Track

1. DVD 「不一樣的石頭」 music clip

### 通常版
1. 不一樣的石頭（変わったかたちの石）
2. 淚光 在天空閃耀（ナミダ　空に輝く）
3. 輪廓 -l’e contour d’amour-（輪郭 -l’e contour d’amour-）
  - 作詞：Satomi　
  - 作曲：瀬川浩平　
  - 編曲：家原正樹
  - 和音編排：Ko-saku
4. 雪蟲（ユキムシ）
  - 作詞：canna　
  - 作曲：canna
  - 編曲：家原正樹